# Гуде, Ханс
Ханс Фредрик Гуде (норв. Hans Fredrik Gude; 13 марта 1825, Осло — 17 августа 1903, Берлин) — норвежский художник-пейзажист и маринист романтического направления, много лет проработавший в Германии, представитель Дюссельдорфской художественной школы.

## Биография

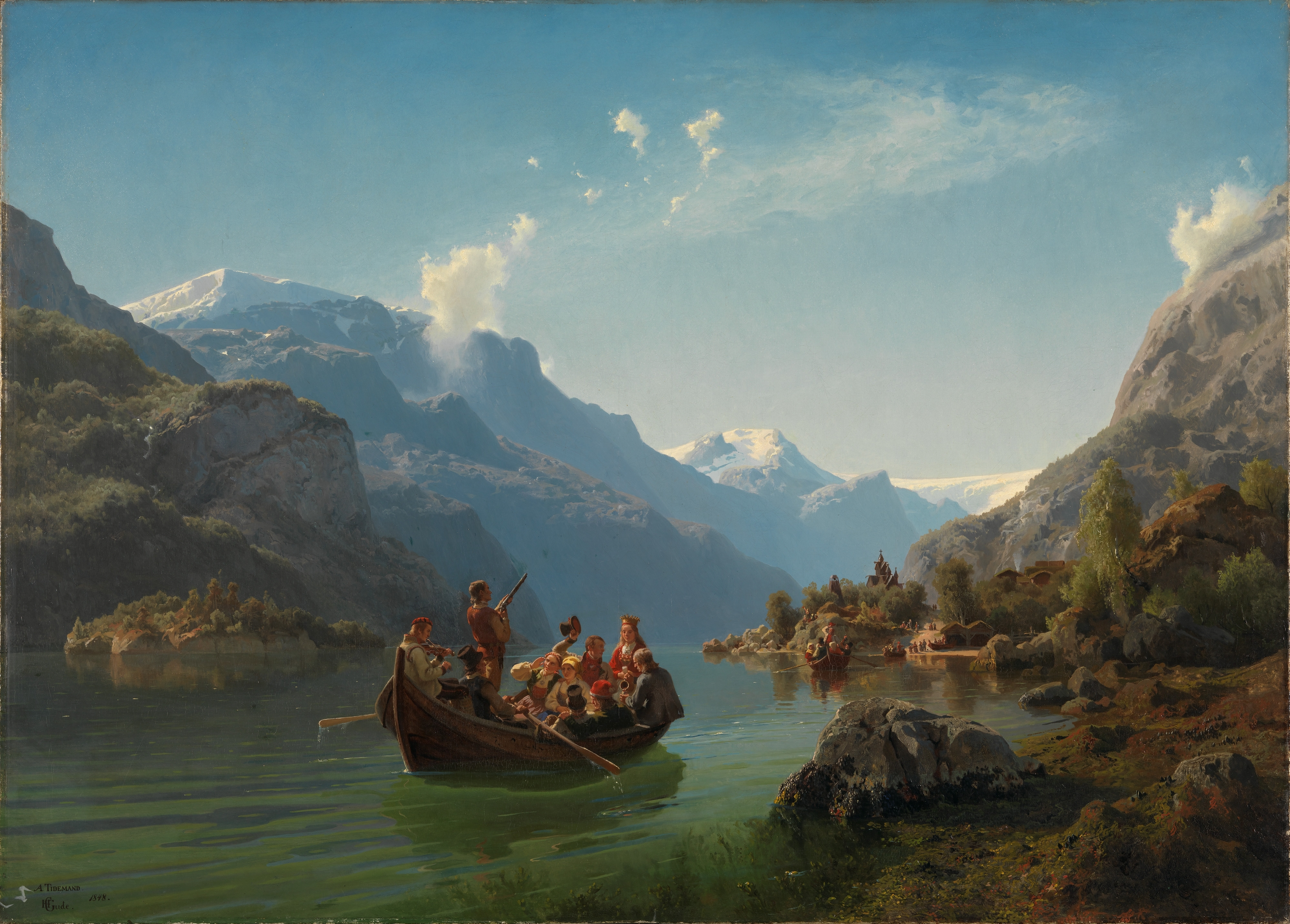
Поезд невесты в Хардангере, (совместно с А.Тидемандом), 1848

Х. Ф. Гуде учится рисованию в 1838—1841 годах в Королевской художественной школе в Осло под руководством Йоханнеса Флинто, затем с 1841 года в Дюссельдорфе, у Андреаса Ахенбаха. В 1842 году Гуде поступил в Дюссельдорфскую академию художеств, где обучался у Иоганна Вильгельма Ширмера. Окончил обучение в 1846 году и совместно со своим другом норвежским художником Адольфом Тидемандом уехал на родину. В 1848—1850 годах проживал в Осло, затем вернулся в Дюссельдорф. В 1852 году работы Х.Гуде были отмечены золотой медалью Берлинской академии искусств.
С 1854 года Х.Гуде — профессор Дюссельдорфской академии (по классу пейзажа). В 1861 году Гуде на время отказался от преподавательской работы и в 1862—1864 годах проживал в городке Бетвс-и-Коед, на севере Уэльса. В 1864—1870 годах Гуде возглавил Академию искусств в Карлсруэ, затем преподавал как профессор пейзажную живопись в той же Академии (в 1874-80 годах). В 1880 году переехал в Берлин, где проживал у своего зятя, скульптора Отто Лессинга, и преподавал в Берлинской Академии (в 1880—1901 годах). Член сената Берлинской Академии искусств.
Похоронен на Спасском кладбище в Осло.

## Галерея

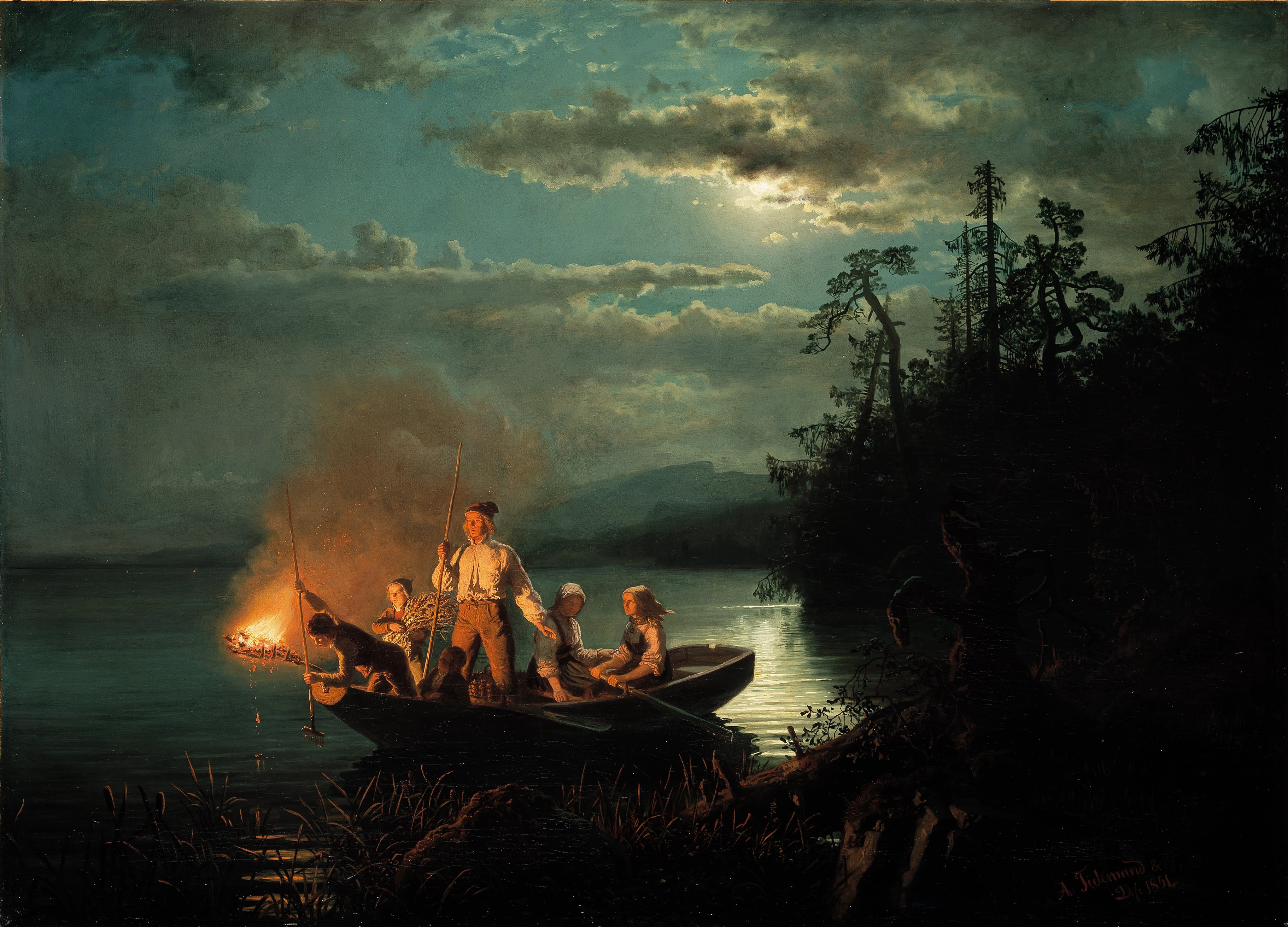
Ночная рыбалка с гарпунами (совместно с А.Тидемандом).
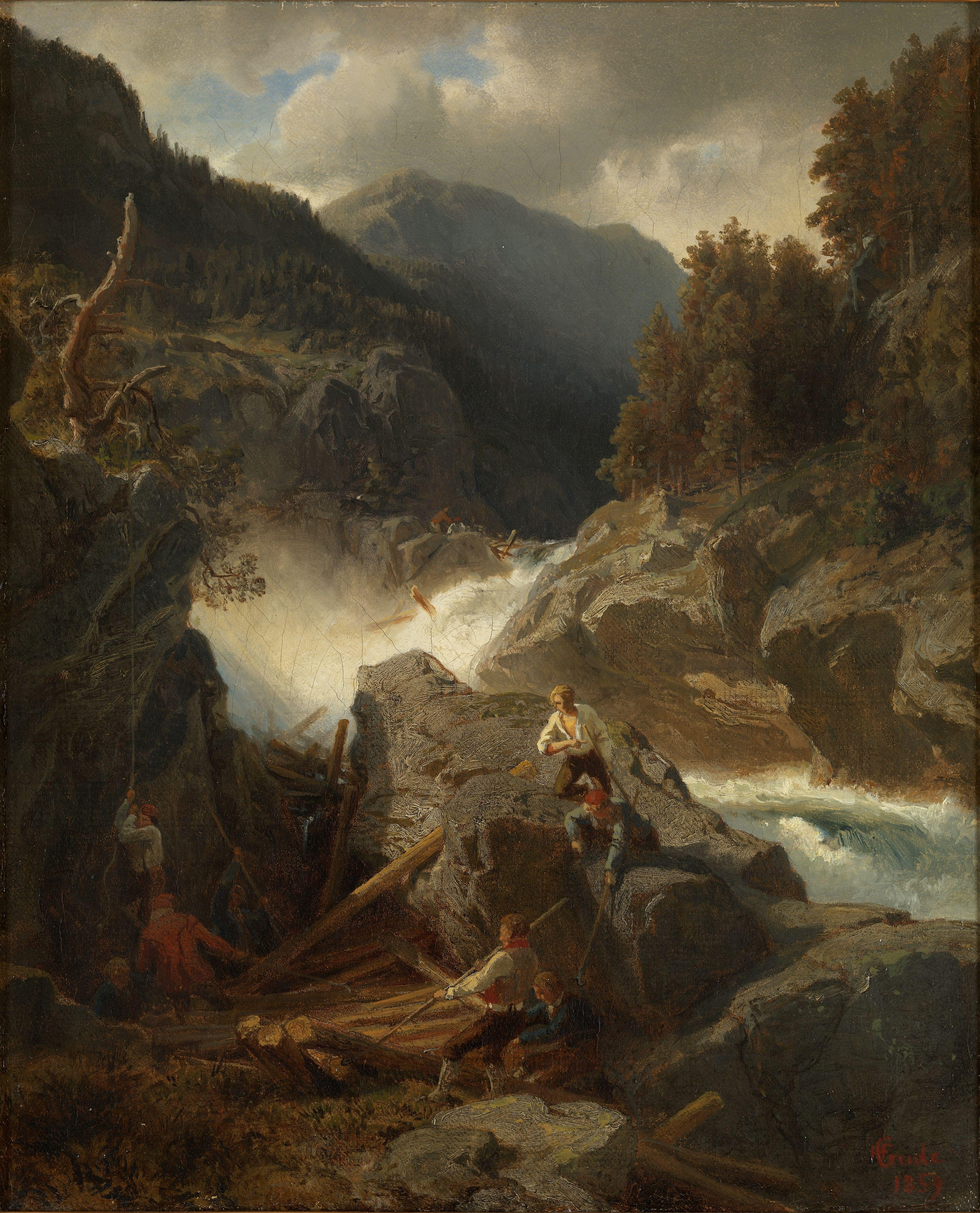
Водопад на реке Халлингдаль.
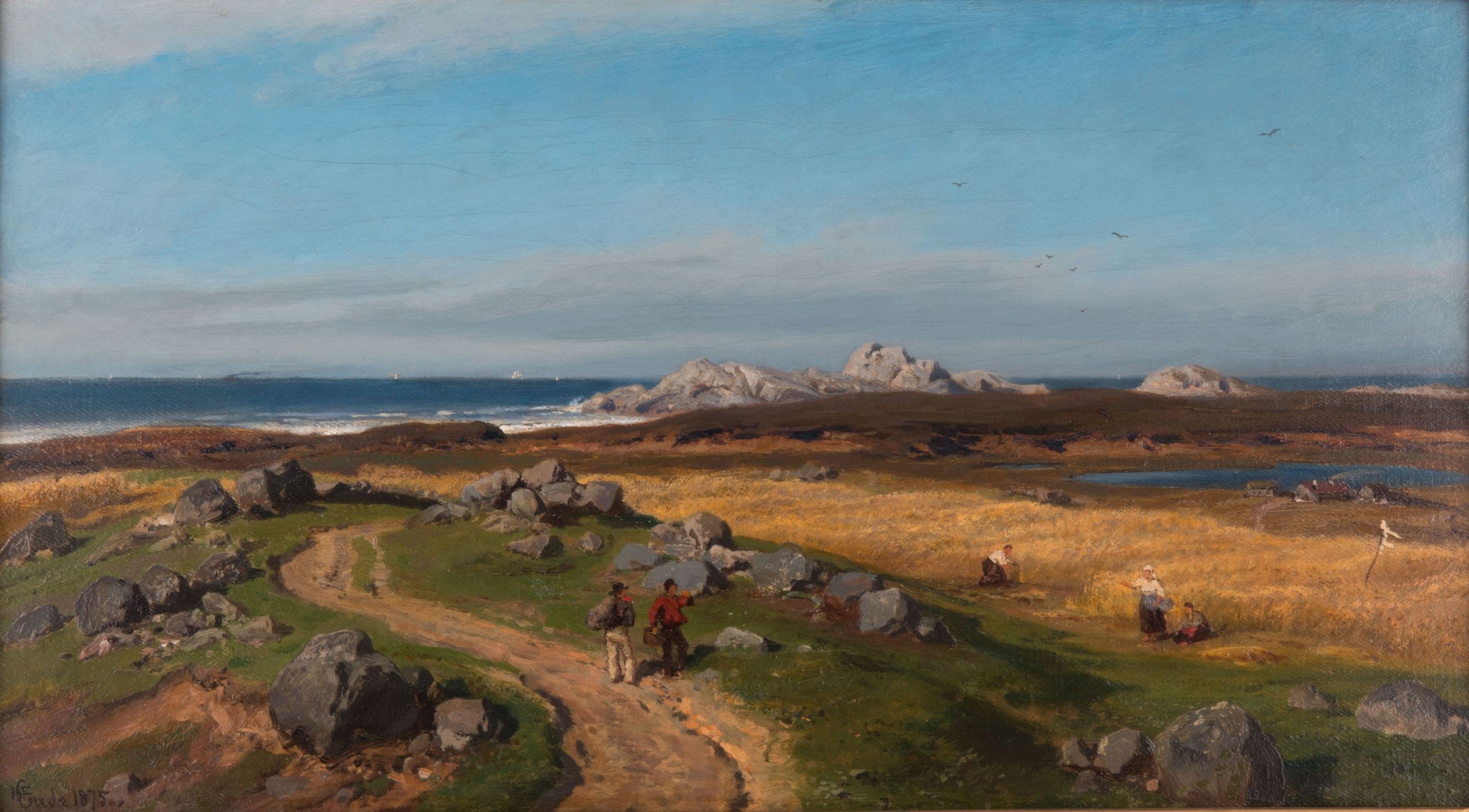
Берег моря.
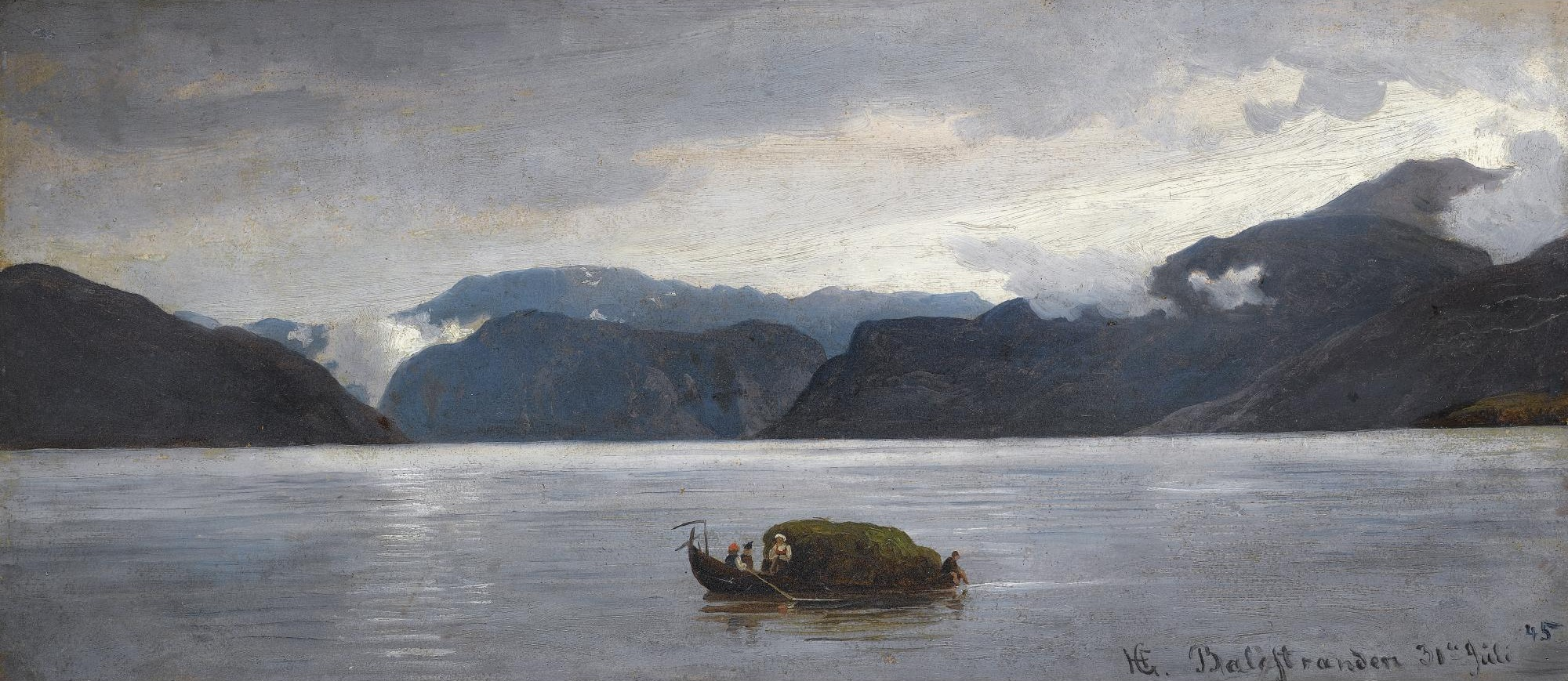
Из Балестранна.
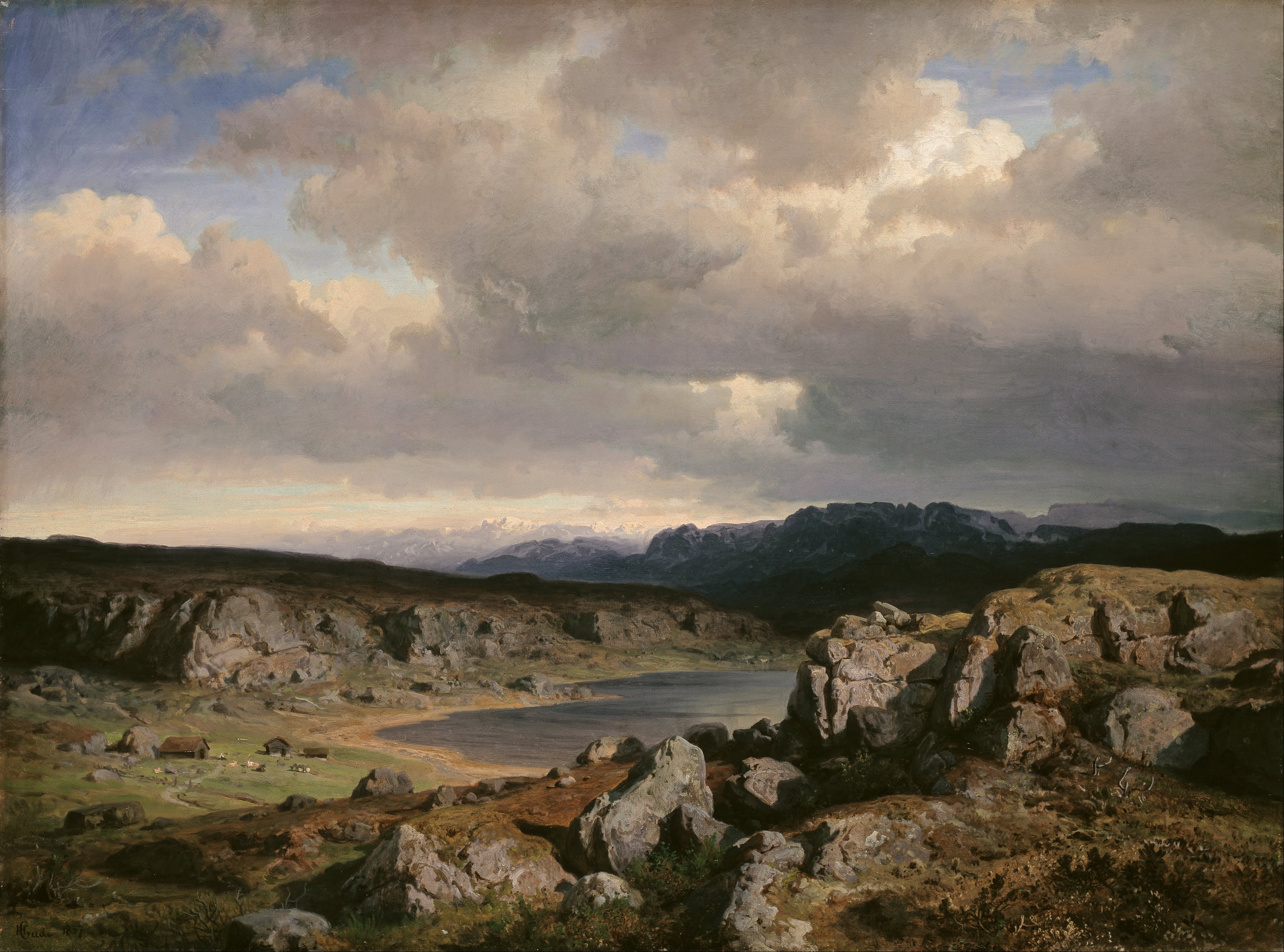
Горы, (1857).
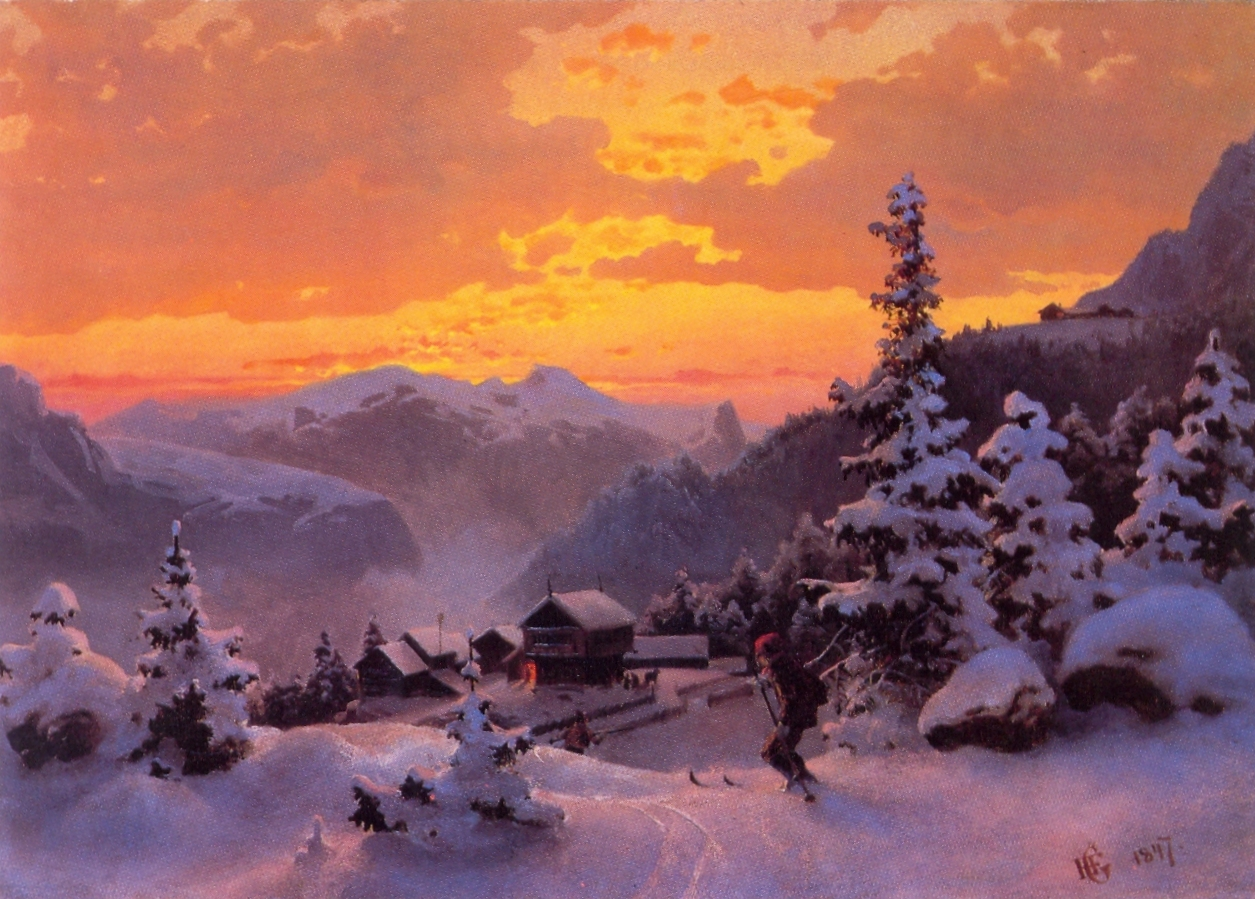
Зимний полдень.
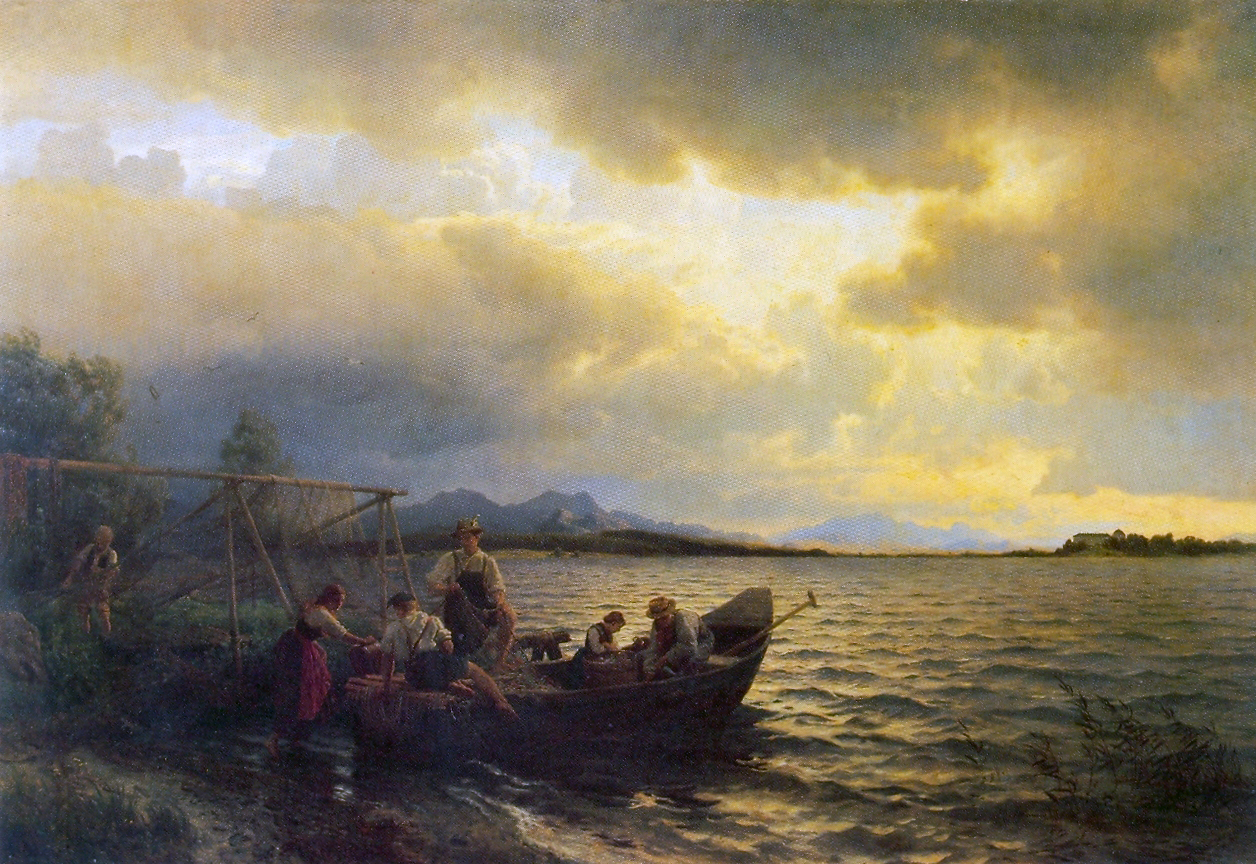
На озере Кимзее, Бавария.
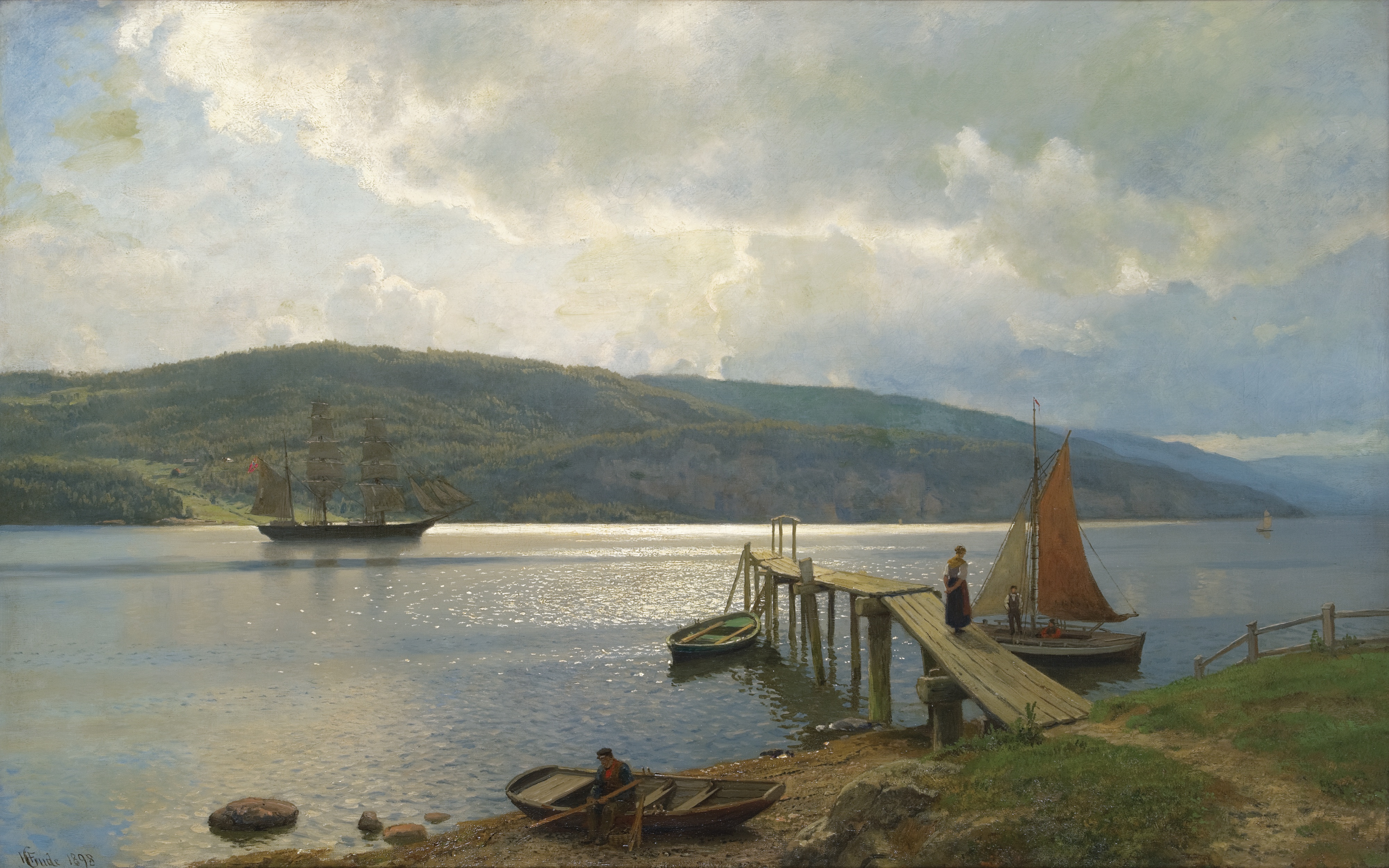
Пристань в Фесте близ Мосса
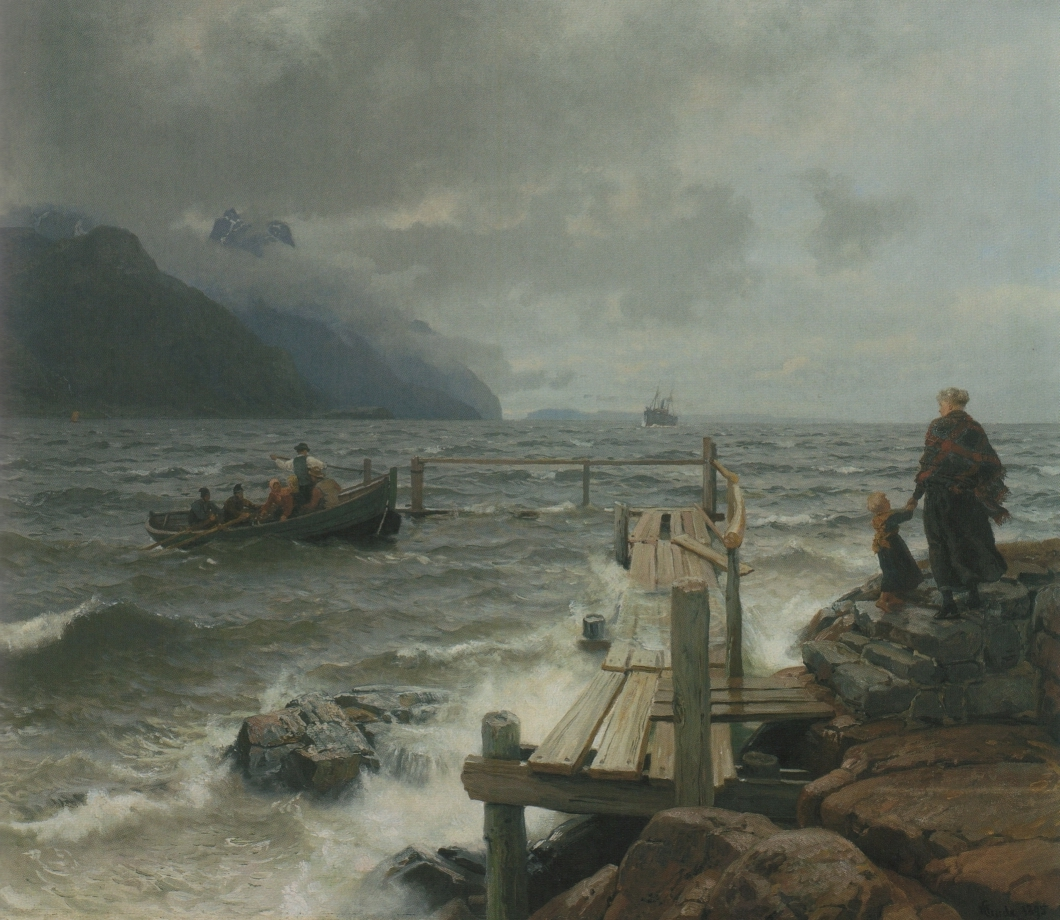
Свежий ветер на норвежском побережье.
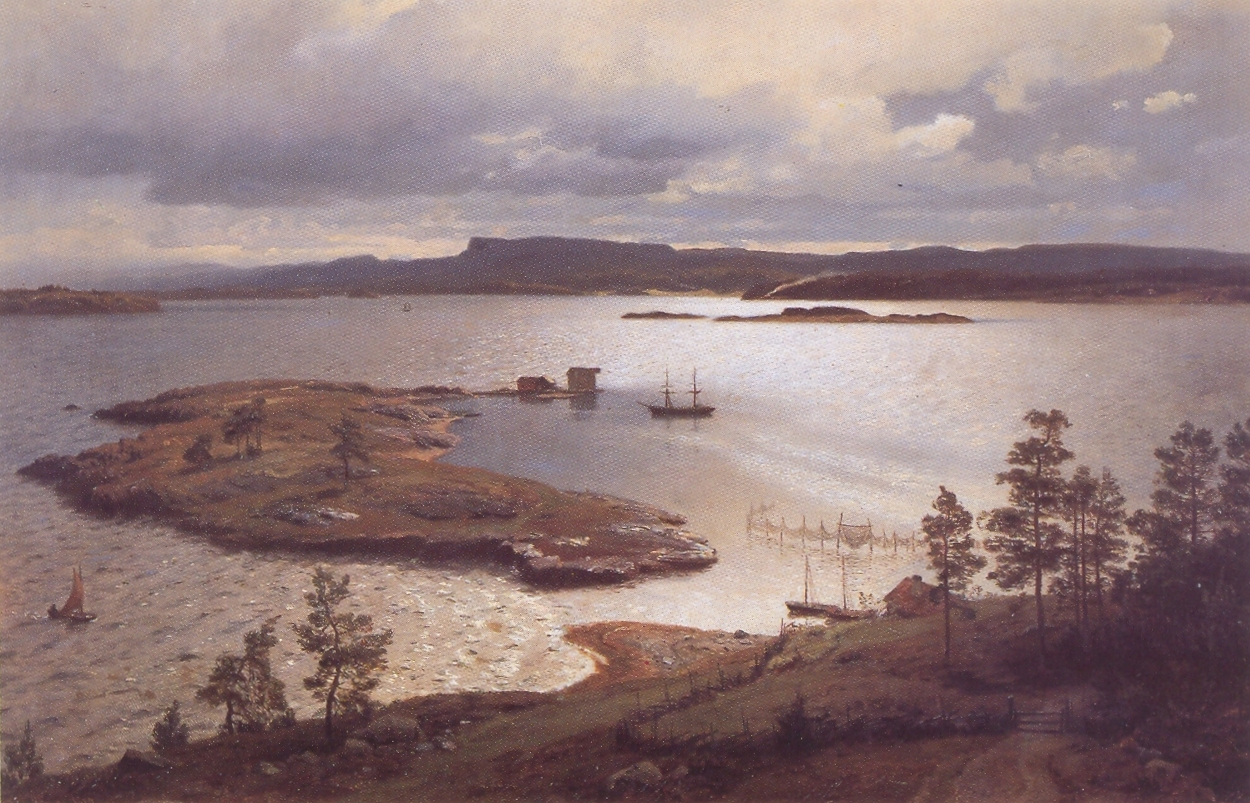
Осло-фьорд (Sandviksfjorden).
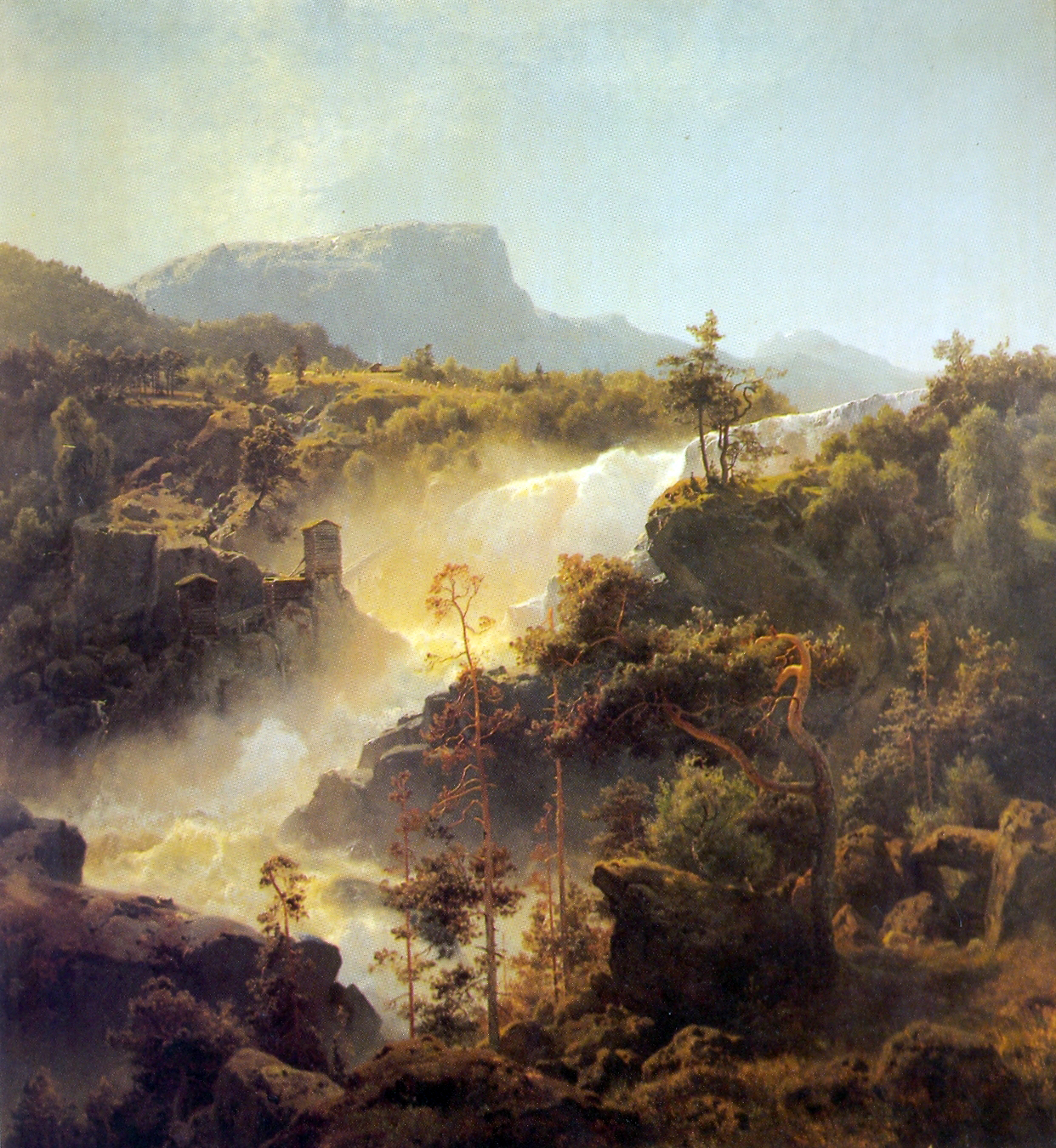
Водопад Тессефоссен в Вого в полуденном освещении.
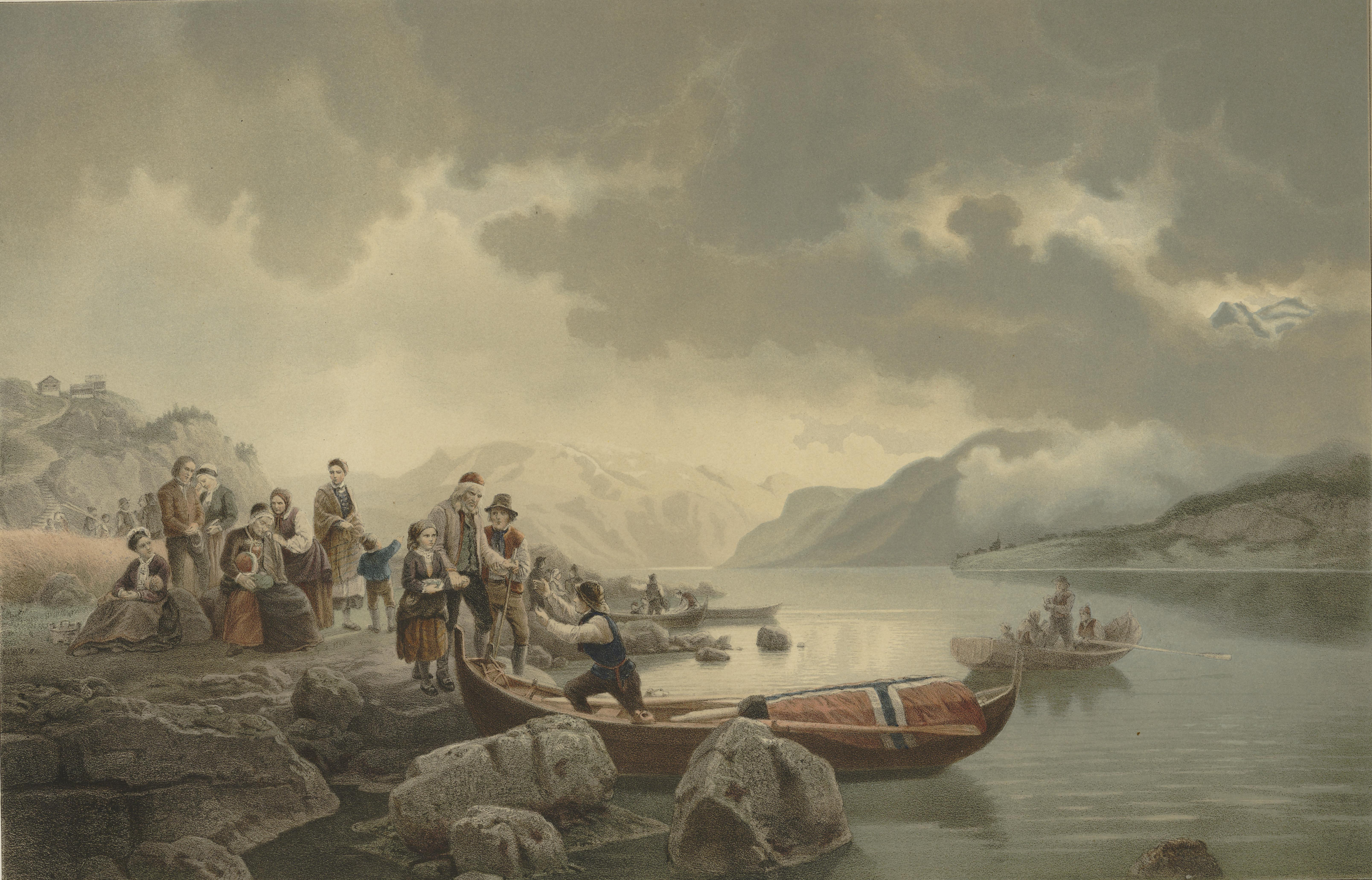
Книжная иллюстрация.